# 벤 크럼프턴
벤저민 "벤" 로턴 크럼프턴(영어: Benjamin "Ben" Lorton Crompton, 1974년 ~ )는 잉글랜드의 배우이다. HBO의 드라마 시리즈 《왕좌의 게임》의 에디슨 톨릿 역으로 출연했다.

## 작품 목록

### 영화
- 102 달마시안
- 내가 잠들기 전에
- 블러드 워
- 피털루
- 레베카 (2020년 영화)

### 텔레비전
- 무언의 목격자 (드라마)
- 미드소머 머더스
- 왕좌의 게임 (드라마)
- 닥터 후
- 스트라이크 (드라마)
- 베라 (드라마)
- 마르셀라